# اليسار الصربي (2015)
اليسار الصربي كان حزبًا سياسيًا ديمقراطيًا اجتماعيًا من يسار الوسط وهو حزب صغير في صربيا. في أبريل 2019، اندمج اليسار الصربي في حزب الحرية والعدالة بزعامة دراغان ديلاس.

## التاريخ
- أسس بوركو ستيفانوفيتش اليسار الصربي باعتباره منشقًا عن الحزب الديمقراطي.[1]
- في الانتخابات الرئاسية الصربية لعام 2017 دعم اليسار الصربي «إما يانكوفيتش أو جيريميتش».[2]
- كان للهجوم على زعيمها ستيفانوفيتش في أواخر عام 2018 دورًا أساسيًا في بدء احتجاجات كبيرة في جميع أنحاء البلاد.[3]
- اندمج في حزب يسار الوسط للحرية والعدالة الذي شكله عمدة بلغراد السابق دراغان إيلاس في أبريل 2019.[4]